# 笑うかどにはパンパンパン!
「笑うかどにはパンパンパン!」（わらうかどにはパンパンパン）は、ゆのの楽曲。畑亜貴が作詞、山口朗彦が作曲を手掛けた。ゆのの2枚目のシングルとして2010年3月10日にGloryHeavenから発売された。

## 概要
表題曲『笑うかどにはパンパンパン!』は、Webラジオ『ひだまりラジオ×☆☆☆』オープニングテーマ、カップリング曲「誰かがまってる」は、同ラジオエンディングテーマとして使用された。歌っているのは、同アニメでゆのを充てている阿澄佳奈が担当している。ジャケットは原作者蒼樹うめによる、ゆののイラストが描かれている。

## 収録曲
（全作詞：畑亜貴）
1. 笑うかどにはパンパンパン! [3:55] 
作曲・編曲：山口朗彦
  - Webラジオ『ひだまりラジオ×☆☆☆』オープニングテーマ
2. 誰かがまってる [4:18]
作曲・編曲：虹音
  - Webラジオ『ひだまりラジオ×☆☆☆』エンディングテーマ
3. 笑うかどにはパンパンパン!（Off vocal）
4. 誰かがまってる（Off vocal）